# Skilanglauf-Marathon-Cup 2014/15
Der Skilanglauf-Marathon-Cup 2014/15 war eine vom Weltskiverband FIS zwischen dem 12. Dezember 2014 und dem 11. April 2015 ausgetragene Wettkampfserie im Skilanglauf. Die Wettbewerbe wurden im Rahmen der Euroloppet-Serie bzw. Worldloppet-Serie veranstaltet.

## Teilnehmer
| Europa (22 Länder) | Europa (22 Länder) | Europa (22 Länder) |
| --- | --- | ------------------ |
| - Dänemark - Deutschland - Estland - Finnland - Frankreich - Italien - Lettland - Liechtenstein - Litauen - Norwegen - Österreich | - Polen - Russland - Schweden - Schweiz - Slowakei - Spanien - Tschechien - Ukraine - Ungarn - Belarus - Vereinigtes Königreich |                    |
| Amerika (2 Länder) | |                    |
| - Kanada | - Vereinigte Staaten |                    |
| Asien (2 Länder) | |                    |
| - Japan | - Kasachstan |                    |
| Ozeanien (1 Land) | |                    |
| - Australien | |                    |

## Männer

### Resultate
| 1. Skilanglauf-Marathon-Cup in Livigno – La Sgambeda | 1. Skilanglauf-Marathon-Cup in Livigno – La Sgambeda | 1. Skilanglauf-Marathon-Cup in Livigno – La Sgambeda | 1. Skilanglauf-Marathon-Cup in Livigno – La Sgambeda | 1. Skilanglauf-Marathon-Cup in Livigno – La Sgambeda |
| ---------------------------------------------------- | ---------------------------------------------------- | ---------------------------------------------------- | ---------------------------------------------------- | ---------------------------------------------------- |
| Datum                                                | Disziplin                                            | Erster Platz                                         | Zweiter Platz                                        | Dritter Platz                                        |
| 12. Dezember 2014                                    | 42 km Freistil                                       | Benoît Chauvet                                       | Petr Novák                                           | Robin Duvillard                                      |

| 2. Skilanglauf-Marathon-Cup in Lienz – Dolomitenlauf | 2. Skilanglauf-Marathon-Cup in Lienz – Dolomitenlauf | 2. Skilanglauf-Marathon-Cup in Lienz – Dolomitenlauf | 2. Skilanglauf-Marathon-Cup in Lienz – Dolomitenlauf | 2. Skilanglauf-Marathon-Cup in Lienz – Dolomitenlauf |
| ---------------------------------------------------- | ---------------------------------------------------- | ---------------------------------------------------- | ---------------------------------------------------- | ---------------------------------------------------- |
| Datum                                                | Disziplin                                            | Erster Platz                                         | Zweiter Platz                                        | Dritter Platz                                        |
| 18. Januar 2015                                      | 42 km Freistil 1                                     | Toni Livers                                          | Petr Novák                                           | Adrien Mougel                                        |

| 3. Skilanglauf-Marathon-Cup im Val di Fiemme und Val di Fassa – Marcialonga | 3. Skilanglauf-Marathon-Cup im Val di Fiemme und Val di Fassa – Marcialonga | 3. Skilanglauf-Marathon-Cup im Val di Fiemme und Val di Fassa – Marcialonga | 3. Skilanglauf-Marathon-Cup im Val di Fiemme und Val di Fassa – Marcialonga | 3. Skilanglauf-Marathon-Cup im Val di Fiemme und Val di Fassa – Marcialonga |
| --------------------------------------------------------------------------- | --------------------------------------------------------------------------- | --------------------------------------------------------------------------- | --------------------------------------------------------------------------- | --------------------------------------------------------------------------- |
| Datum                                                                       | Disziplin                                                                   | Erster Platz                                                                | Zweiter Platz                                                               | Dritter Platz                                                               |
| 25. Januar 2015                                                             | 57 km Klassisch 2                                                           | Tord Asle Gjerdalen                                                         | Anders Aukland                                                              | Øystein Pettersen                                                           |

| 4. Skilanglauf-Marathon-Cup in Mouthe – Transjurassienne | 4. Skilanglauf-Marathon-Cup in Mouthe – Transjurassienne | 4. Skilanglauf-Marathon-Cup in Mouthe – Transjurassienne | 4. Skilanglauf-Marathon-Cup in Mouthe – Transjurassienne | 4. Skilanglauf-Marathon-Cup in Mouthe – Transjurassienne |
| -------------------------------------------------------- | -------------------------------------------------------- | -------------------------------------------------------- | -------------------------------------------------------- | -------------------------------------------------------- |
| Datum                                                    | Disziplin                                                | Erster Platz                                             | Zweiter Platz                                            | Dritter Platz                                            |
| 7. Februar 2015                                          | 56 km klassisch                                          | Stanislav Řezáč                                          | Petr Novák                                               | Jean-Marc Gaillard                                       |

| 5. Skilanglauf-Marathon-Cup in Otepää – Tartu Maraton | 5. Skilanglauf-Marathon-Cup in Otepää – Tartu Maraton | 5. Skilanglauf-Marathon-Cup in Otepää – Tartu Maraton | 5. Skilanglauf-Marathon-Cup in Otepää – Tartu Maraton | 5. Skilanglauf-Marathon-Cup in Otepää – Tartu Maraton |
| ----------------------------------------------------- | ----------------------------------------------------- | ----------------------------------------------------- | ----------------------------------------------------- | ----------------------------------------------------- |
| Datum                                                 | Disziplin                                             | Erster Platz                                          | Zweiter Platz                                         | Dritter Platz                                         |
| 15. Februar 2015                                      | 63 km Klassisch                                       | Eldar Rønning                                         | Audun Laugaland                                       | Martti Himma                                          |

| 6. Skilanglauf-Marathon-Cup in Hayward – American Birkebeiner | 6. Skilanglauf-Marathon-Cup in Hayward – American Birkebeiner | 6. Skilanglauf-Marathon-Cup in Hayward – American Birkebeiner | 6. Skilanglauf-Marathon-Cup in Hayward – American Birkebeiner | 6. Skilanglauf-Marathon-Cup in Hayward – American Birkebeiner |
| ------------------------------------------------------------- | ------------------------------------------------------------- | ------------------------------------------------------------- | ------------------------------------------------------------- | ------------------------------------------------------------- |
| Datum                                                         | Disziplin                                                     | Erster Platz                                                  | Zweiter Platz                                                 | Dritter Platz                                                 |
| 21. Februar 2015                                              | 50 km Freistil                                                | Sergio Bonaldi                                                | Christophe Perrillat-Collomb                                  | Benoît Chauvet                                                |

| 7. Skilanglauf-Marathon-Cup in Szklarska Poręba – Bieg Piastów | 7. Skilanglauf-Marathon-Cup in Szklarska Poręba – Bieg Piastów | 7. Skilanglauf-Marathon-Cup in Szklarska Poręba – Bieg Piastów | 7. Skilanglauf-Marathon-Cup in Szklarska Poręba – Bieg Piastów | 7. Skilanglauf-Marathon-Cup in Szklarska Poręba – Bieg Piastów |
| -------------------------------------------------------------- | -------------------------------------------------------------- | -------------------------------------------------------------- | -------------------------------------------------------------- | -------------------------------------------------------------- |
| Datum                                                          | Disziplin                                                      | Erster Platz                                                   | Zweiter Platz                                                  | Dritter Platz                                                  |
| 28. Februar 2015                                               | 50 km Klassisch                                                | Petr Novák                                                     | Stanislav Řezáč                                                | Benoît Chauvet                                                 |

| 8. Skilanglauf-Marathon-Cup in Maloja – Engadin Skimarathon | 8. Skilanglauf-Marathon-Cup in Maloja – Engadin Skimarathon | 8. Skilanglauf-Marathon-Cup in Maloja – Engadin Skimarathon | 8. Skilanglauf-Marathon-Cup in Maloja – Engadin Skimarathon | 8. Skilanglauf-Marathon-Cup in Maloja – Engadin Skimarathon |
| ----------------------------------------------------------- | ----------------------------------------------------------- | ----------------------------------------------------------- | ----------------------------------------------------------- | ----------------------------------------------------------- |
| Datum                                                       | Disziplin                                                   | Erster Platz                                                | Zweiter Platz                                               | Dritter Platz                                               |
| 8. März 2015                                                | 42 km Freistil                                              | Ilja Tschernoussow                                          | Robin Duvillard                                             | Roman Furger                                                |

| 9. Skilanglauf-Marathon-Cup in Chanty-Mansijsk – Ugra Skimarathon | 9. Skilanglauf-Marathon-Cup in Chanty-Mansijsk – Ugra Skimarathon | 9. Skilanglauf-Marathon-Cup in Chanty-Mansijsk – Ugra Skimarathon | 9. Skilanglauf-Marathon-Cup in Chanty-Mansijsk – Ugra Skimarathon | 9. Skilanglauf-Marathon-Cup in Chanty-Mansijsk – Ugra Skimarathon |
| ----------------------------------------------------------------- | ----------------------------------------------------------------- | ----------------------------------------------------------------- | ----------------------------------------------------------------- | ----------------------------------------------------------------- |
| Datum                                                             | Disziplin                                                         | Erster Platz                                                      | Zweiter Platz                                                     | Dritter Platz                                                     |
| 11. April 2015                                                    | 30 km Freistil 3                                                  | Toni Livers                                                       | Aljaksej Iwanou                                                   | Jewgeni Below                                                     |

### Gesamtwertung
| Rang | Name                         | Punkte |
| ---- | ---------------------------- | ------ |
| 001. | Petr Novák                   | 442    |
| 02.  | Benoît Chauvet               | 392    |
| 03.  | Toni Livers                  | 268    |
| 04.  | Sergio Bonaldi               | 241    |
| 05.  | Adrien Mougel                | 241    |
| 06.  | Christophe Perrillat-Collomb | 209    |
| 07.  | Aliaksei Ivanou              | 195    |
| 08.  | Stanislav Řezáč              | 193    |
| 09.  | Mathias Wibault              | 176    |
| 10.  | Robin Duvillard              | 140    |
| 11.  | Jean-Marc Gaillard           | 140    |
| 12.  | Bastien Poirrer              | 124    |
| 13.  | Simone Paredi                | 110    |
| 14.  | Ilja Tschernoussow           | 100    |
| 15.  | Eldar Rønning                | 100    |
| 16.  | Tord Asle Gjerdalen          | 100    |
| 17.  | Audun Laugaland              | 098    |
| 18.  | Anders Aukland               | 080    |
| 19.  | Jewgeni Below                | 060    |
| 20.  | Roman Furger                 | 060    |

| Rang | Name                   | Punkte |
| ---- | ---------------------- | ------ |
| 21.  | Martti Himma           | 60     |
| 22.  | Øystein Pettersen      | 60     |
| 23.  | Émilien Buisson        | 60     |
| 24.  | Madis Vaikmaa          | 60     |
| 25.  | Ivan Perrillat Boiteux | 55     |
| 26.  | Valentin Gaillard      | 52     |
| 27.  | Damien Tarantola       | 50     |
| 28.  | Jason Rüesch           | 50     |
| 29.  | Martin Hammer          | 50     |
| 30.  | Jens Eriksson          | 50     |
| 31.  | Florian Kostner        | 50     |
| 32.  | Alexander Treinen      | 45     |
| 33.  | Algo Kärp              | 45     |
| 34.  | Tore Bjørseth Berdal   | 45     |
| 35.  | Sjarhej Dalidowitsch   | 45     |
| 36.  | Ilya Mashkov           | 44     |
| 37.  | Valerio Leccardi       | 43     |
| 38.  | Janmatie Kostner       | 41     |
| 39.  | Alexis Jeannerod       | 40     |
| 40.  | Alan Martinelli        | 40     |

| Rang | Name                   | Punkte |
| ---- | ---------------------- | ------ |
| 41.  | Brian Gregg            | 39     |
| 42.  | Jarmo Rissanen         | 36     |
| 43.  | Petter Eliassen        | 36     |
| 44.  | Sergey Shiriaev        | 34     |
| 45.  | Alexander Legkow       | 32     |
| 46.  | Jiri Pliska            | 32     |
| 47.  | Niko Nättinen          | 32     |
| 48.  | Daniel Yeuilla         | 32     |
| 49.  | Jørgen Aukland         | 32     |
| 50.  | Dušan Kožíšek          | 32     |
| 51.  | Jegor Sorin            | 32     |
| 52.  | Morten Priks           | 29     |
| 53.  | Stian Hoelgaard        | 29     |
| 54.  | Mark Starostin         | 29     |
| 55.  | Philipp Marschall      | 26     |
| 56.  | Paweł Klisz            | 26     |
| 57.  | Matthew Edward Liebsch | 26     |
| 58.  | Vahur Teppan           | 26     |
| 59.  | Renaud Jay             | 26     |
| 60.  | Jerry Ahrlin           | 26     |

## Frauen

### Resultate
| 1. Skilanglauf-Marathon-Cup in Livigno – La Sgambeda | 1. Skilanglauf-Marathon-Cup in Livigno – La Sgambeda | 1. Skilanglauf-Marathon-Cup in Livigno – La Sgambeda | 1. Skilanglauf-Marathon-Cup in Livigno – La Sgambeda | 1. Skilanglauf-Marathon-Cup in Livigno – La Sgambeda |
| ---------------------------------------------------- | ---------------------------------------------------- | ---------------------------------------------------- | ---------------------------------------------------- | ---------------------------------------------------- |
| Datum                                                | Disziplin                                            | Erster Platz                                         | Zweiter Platz                                        | Dritter Platz                                        |
| 12. Dezember 2014                                    | 42 km Freistil                                       | Riitta-Liisa Roponen                                 | Holly Brooks                                         | Kazjaryna Rudakowa                                   |

| 2. Skilanglauf-Marathon-Cup in Lienz – Dolomitenlauf | 2. Skilanglauf-Marathon-Cup in Lienz – Dolomitenlauf | 2. Skilanglauf-Marathon-Cup in Lienz – Dolomitenlauf | 2. Skilanglauf-Marathon-Cup in Lienz – Dolomitenlauf | 2. Skilanglauf-Marathon-Cup in Lienz – Dolomitenlauf |
| ---------------------------------------------------- | ---------------------------------------------------- | ---------------------------------------------------- | ---------------------------------------------------- | ---------------------------------------------------- |
| Datum                                                | Disziplin                                            | Erster Platz                                         | Zweiter Platz                                        | Dritter Platz                                        |
| 18. Januar 2015                                      | 42 km Freistil 4                                     | Holly Brooks                                         | Aurélie Dabudyk                                      | Antonella Confortola Wyatt                           |

| 3. Skilanglauf-Marathon-Cup im Val di Fiemme und Val di Fassa – Marcialonga | 3. Skilanglauf-Marathon-Cup im Val di Fiemme und Val di Fassa – Marcialonga | 3. Skilanglauf-Marathon-Cup im Val di Fiemme und Val di Fassa – Marcialonga | 3. Skilanglauf-Marathon-Cup im Val di Fiemme und Val di Fassa – Marcialonga | 3. Skilanglauf-Marathon-Cup im Val di Fiemme und Val di Fassa – Marcialonga |
| --------------------------------------------------------------------------- | --------------------------------------------------------------------------- | --------------------------------------------------------------------------- | --------------------------------------------------------------------------- | --------------------------------------------------------------------------- |
| Datum                                                                       | Disziplin                                                                   | Erster Platz                                                                | Zweiter Platz                                                               | Dritter Platz                                                               |
| 25. Januar 2015                                                             | 57 km Klassisch 5                                                           | Kateřina Smutná                                                             | Laila Kveli                                                                 | Seraina Boner                                                               |

| 4. Skilanglauf-Marathon-Cup in Mouthe – Transjurassienne | 4. Skilanglauf-Marathon-Cup in Mouthe – Transjurassienne | 4. Skilanglauf-Marathon-Cup in Mouthe – Transjurassienne | 4. Skilanglauf-Marathon-Cup in Mouthe – Transjurassienne | 4. Skilanglauf-Marathon-Cup in Mouthe – Transjurassienne |
| -------------------------------------------------------- | -------------------------------------------------------- | -------------------------------------------------------- | -------------------------------------------------------- | -------------------------------------------------------- |
| Datum                                                    | Disziplin                                                | Erster Platz                                             | Zweiter Platz                                            | Dritter Platz                                            |
| 7. Februar 2015                                          | 56 km klassisch                                          | Tatjana Mannima                                          | Holly Brooks                                             | Aurélie Dabudyk                                          |

| 5. Skilanglauf-Marathon-Cup in Otepää – Tartu Maraton | 5. Skilanglauf-Marathon-Cup in Otepää – Tartu Maraton | 5. Skilanglauf-Marathon-Cup in Otepää – Tartu Maraton | 5. Skilanglauf-Marathon-Cup in Otepää – Tartu Maraton | 5. Skilanglauf-Marathon-Cup in Otepää – Tartu Maraton |
| ----------------------------------------------------- | ----------------------------------------------------- | ----------------------------------------------------- | ----------------------------------------------------- | ----------------------------------------------------- |
| Datum                                                 | Disziplin                                             | Erster Platz                                          | Zweiter Platz                                         | Dritter Platz                                         |
| 15. Februar 2015                                      | 63 km Klassisch                                       | Tatjana Mannima                                       | Antonella Confortola Wyatt                            | Triin Ojaste                                          |

| 6. Skilanglauf-Marathon-Cup in Hayward – American Birkebeiner | 6. Skilanglauf-Marathon-Cup in Hayward – American Birkebeiner | 6. Skilanglauf-Marathon-Cup in Hayward – American Birkebeiner | 6. Skilanglauf-Marathon-Cup in Hayward – American Birkebeiner | 6. Skilanglauf-Marathon-Cup in Hayward – American Birkebeiner |
| ------------------------------------------------------------- | ------------------------------------------------------------- | ------------------------------------------------------------- | ------------------------------------------------------------- | ------------------------------------------------------------- |
| Datum                                                         | Disziplin                                                     | Erster Platz                                                  | Zweiter Platz                                                 | Dritter Platz                                                 |
| 21. Februar 2015                                              | 50 km Freistil                                                | Holly Brooks                                                  | Aurélie Dabudyk                                               | Tatjana Mannima                                               |

| 7. Skilanglauf-Marathon-Cup in Szklarska Poręba – Bieg Piastów | 7. Skilanglauf-Marathon-Cup in Szklarska Poręba – Bieg Piastów | 7. Skilanglauf-Marathon-Cup in Szklarska Poręba – Bieg Piastów | 7. Skilanglauf-Marathon-Cup in Szklarska Poręba – Bieg Piastów | 7. Skilanglauf-Marathon-Cup in Szklarska Poręba – Bieg Piastów |
| -------------------------------------------------------------- | -------------------------------------------------------------- | -------------------------------------------------------------- | -------------------------------------------------------------- | -------------------------------------------------------------- |
| Datum                                                          | Disziplin                                                      | Erster Platz                                                   | Zweiter Platz                                                  | Dritter Platz                                                  |
| 28. Februar 2015                                               | 50 km Klassisch                                                | Tatjana Mannima                                                | Klára Moravcová                                                | Aurélie Dabudyk                                                |

| 8. Skilanglauf-Marathon-Cup in Maloja – Engadin Skimarathon | 8. Skilanglauf-Marathon-Cup in Maloja – Engadin Skimarathon | 8. Skilanglauf-Marathon-Cup in Maloja – Engadin Skimarathon | 8. Skilanglauf-Marathon-Cup in Maloja – Engadin Skimarathon | 8. Skilanglauf-Marathon-Cup in Maloja – Engadin Skimarathon |
| ----------------------------------------------------------- | ----------------------------------------------------------- | ----------------------------------------------------------- | ----------------------------------------------------------- | ----------------------------------------------------------- |
| Datum                                                       | Disziplin                                                   | Erster Platz                                                | Zweiter Platz                                               | Dritter Platz                                               |
| 8. März 2015                                                | 42 km Freistil                                              | Anouk Faivre Picon                                          | Riitta-Liisa Roponen                                        | Caitlin Gregg                                               |

| 9. Skilanglauf-Marathon-Cup in Chanty-Mansijsk – Ugra Skimarathon | 9. Skilanglauf-Marathon-Cup in Chanty-Mansijsk – Ugra Skimarathon | 9. Skilanglauf-Marathon-Cup in Chanty-Mansijsk – Ugra Skimarathon | 9. Skilanglauf-Marathon-Cup in Chanty-Mansijsk – Ugra Skimarathon | 9. Skilanglauf-Marathon-Cup in Chanty-Mansijsk – Ugra Skimarathon |
| ----------------------------------------------------------------- | ----------------------------------------------------------------- | ----------------------------------------------------------------- | ----------------------------------------------------------------- | ----------------------------------------------------------------- |
| Datum                                                             | Disziplin                                                         | Erster Platz                                                      | Zweiter Platz                                                     | Dritter Platz                                                     |
| 11. April 2015                                                    | 30 km Freistil 6                                                  | Kazjaryna Rudakowa                                                | Aurélie Dabudyk                                                   | Antonella Confortola Wyatt                                        |

### Gesamtwertung
| Rang | Name                       | Punkte |
| ---- | -------------------------- | ------ |
| 01.  | Tatjana Mannima            | 496    |
| 02.  | Aurélie Dabudyk            | 484    |
| 03.  | Holly Brooks               | 481    |
| 04.  | Antonella Confortola Wyatt | 312    |
| 05.  | Riitta-Liisa Roponen       | 180    |
| 06.  | Kazjaryna Rudakowa         | 160    |
| 07.  | Anouk Faivre Picon         | 100    |
| 08.  | Kateřina Smutná            | 100    |
| 09.  | Klára Moravcová            | 080    |
| 010. | Laila Kveli                | 080    |
| 11.  | Caitlin Gregg              | 060    |
| 12.  | Triin Ojaste               | 060    |
| 13.  | Seraina Boner              | 060    |
| 14.  | Anastasia Mayngardt        | 050    |
| 15.  | Anja Gruber                | 050    |
| 16.  | Roxane Lacroix             | 050    |
| 17.  | Viktoria Melina            | 050    |
| 18.  | Sini Alusniemi             | 050    |
| 19.  | Olga Mikhailova            | 050    |

| Rang | Name                     | Punkte |
| ---- | ------------------------ | ------ |
| 20.  | Rahel Imoberdorf         | 50     |
| 21.  | Zuzana Kocumová          | 45     |
| 22.  | Caitlin Patterson        | 45     |
| 23.  | Britta Johansson Norgren | 45     |
| 24.  | Natalja Sernowa          | 40     |
| 25.  | Alena Sannikova          | 40     |
| 26.  | Andrea Lee               | 40     |
| 27.  | Masako Ishida            | 40     |
| 28.  | Anouk Faivre Picon       | 40     |
| 29.  | Walentyna Schewtschenko  | 40     |
| 30.  | Jelena Soboljowa         | 36     |
| 31.  | Lucia Anger              | 36     |
| 32.  | Brandy Stewart           | 36     |
| 33.  | Lina Korsgren            | 36     |
| 34.  | Natalia Sitnik           | 32     |
| 35.  | Sarka Zelenkova          | 32     |
| 36.  | Annika Löfström          | 32     |
| 37.  | Aljona Perewostschikowa  | 29     |
| 38.  | Jogscha Abderhalden      | 29     |

| Rang | Name                       | Punkte |
| ---- | -------------------------- | ------ |
| 39.  | Emilia Romanowicz          | 29     |
| 40.  | Tatjana Stiffler           | 26     |
| 41.  | Dominika Bielecka          | 26     |
| 42.  | Adéla Boudíková            | 26     |
| 43.  | Natalia Grzebisz           | 24     |
| 44.  | Kristina Roberto           | 24     |
| 45.  | Nicole Donzallaz           | 22     |
| 46.  | Jana Jetmarova             | 22     |
| 47.  | Lisa Larsen                | 20     |
| 48.  | Nina Lintzén               | 20     |
| 49.  | Anastassija Kasakul        | 18     |
| 50.  | Ingrid Landmark Tandrevold | 16     |
| 51.  | Tatjana Jambajewa          | 16     |
| 52.  | Marine Dusser              | 15     |
| 53.  | Jennifer Egger             | 14     |
| 54.  | Christa Jäger              | 13     |
| 55.  | Fabiana Wieser             | 12     |